# IC 1673
IC 1673 — галактика типу E (еліптична галактика) в сузір'ї Риби.
Цей об'єкт міститься в оригінальній редакції індексного каталогу.